# Chiński Kościół Prawosławny

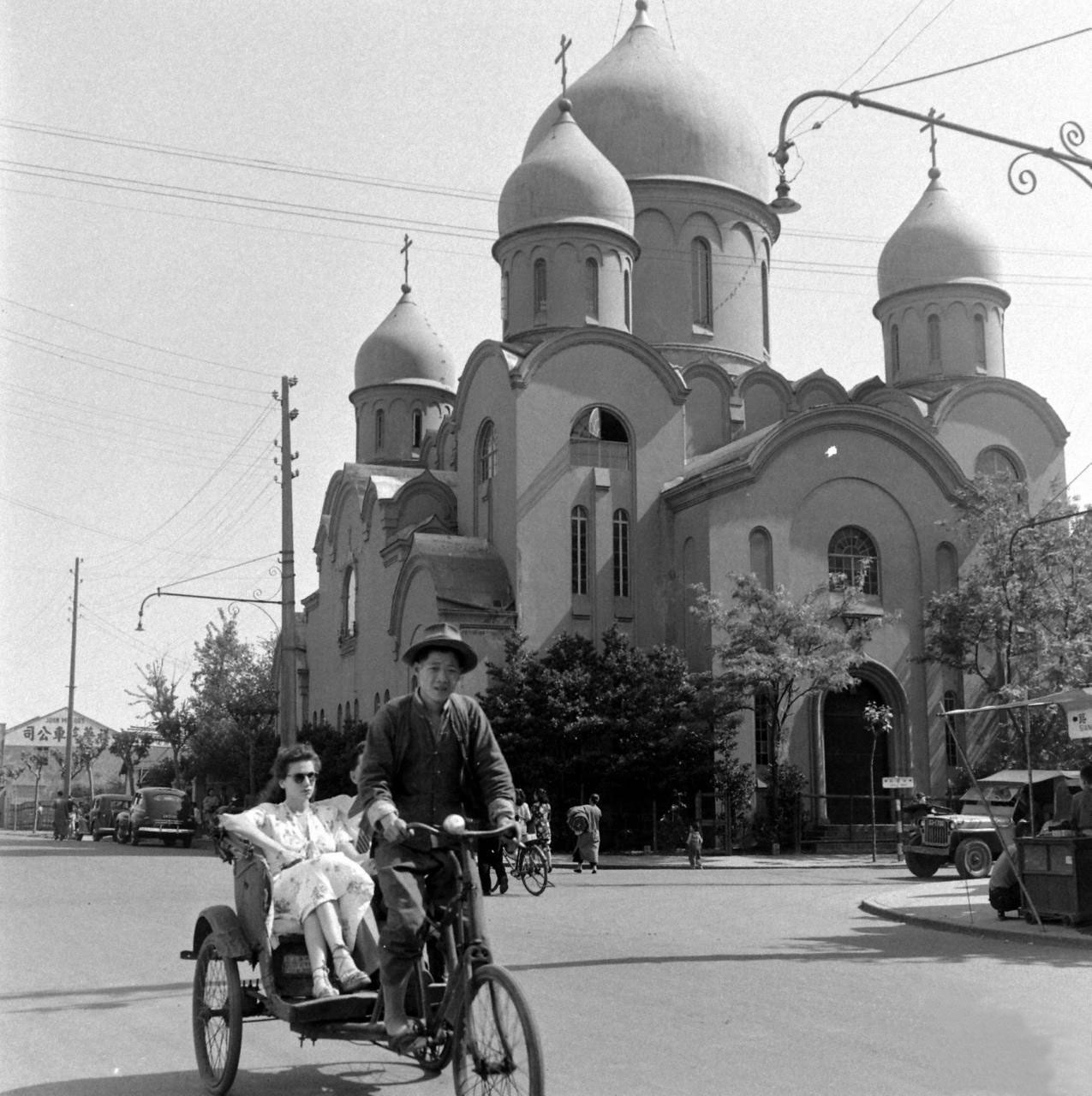
Sobór Ikony Matki Bożej „Wstawienniczka Za Grzesznych” w Szanghaju (obecnie muzeum)

Chiński Kościół Prawosławny – autonomiczny Kościół prawosławny, wchodzący w skład Patriarchatu Moskiewskiego. Obejmuje swoją jurysdykcją terytorium Chińskiej Republiki Ludowej.
Kościół powstał w 1956 decyzją Rosyjskiego Kościoła Prawosławnego, przekształcającą dotychczasowe struktury eparchialne w Chinach w autonomiczną Cerkiew. Jego pierwszym i jak do tej pory ostatnim zwierzchnikiem był biskup Bazyli (Yao), zmarły w 1962. Od śmierci drugiego chińskiego biskupa prawosławnego Szymona (Du) w trzy lata później Kościół pozbawiony jest hierarchii. Od zniszczeń poniesionych w czasie rewolucji kulturalnej jego działalność ogranicza się do półlegalnej aktywności lokalnych wspólnot.

## Geneza

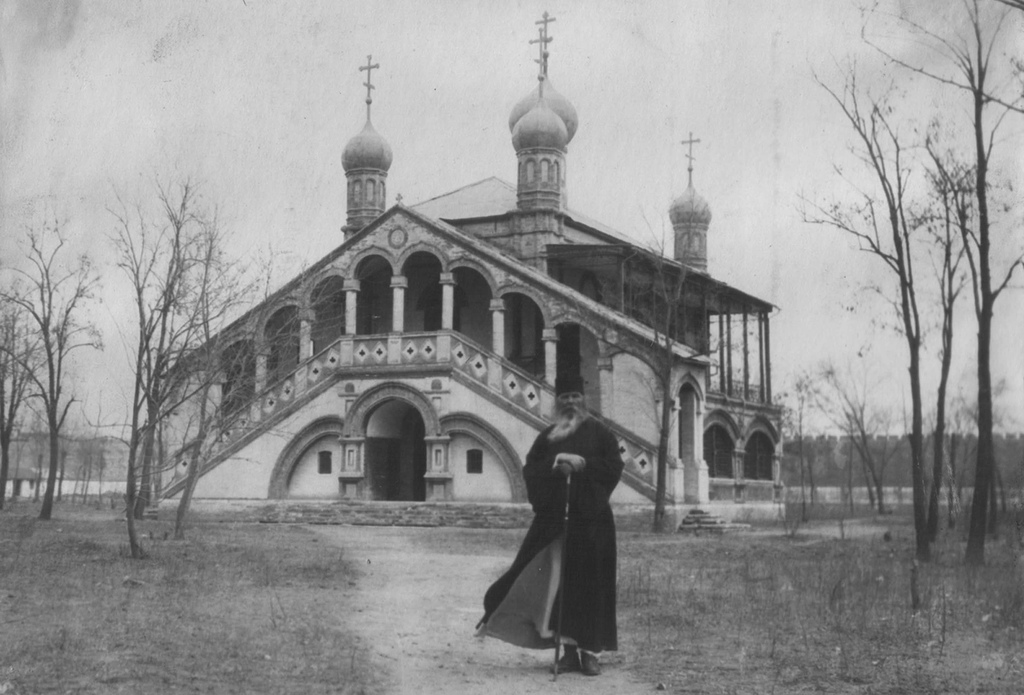
Biskup Innocenty (Figurowski) na tle cerkwi Świętych Nowomęczenników Chińskich w Pekinie

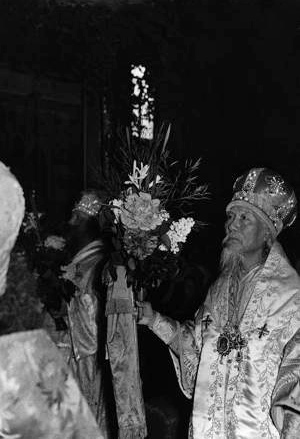
Bazyli (Yao) w dniu swojej chirotonii biskupiej

Chiński Kościół Prawosławny jest kontynuatorem działalności rosyjskiej misji prawosławnej, istniejącej w Chinach w latach 1727–1955. Wskutek jej aktywności do 1916 w Chinach wytworzyła się ponad dziesięciotysięczna społeczność prawosławna, złożona zarówno z Rosjan zamieszkujących w tym kraju, jak i z nawróconych na prawosławie Chińczyków, stanowiących połowę tej grupy. W 1918 stojący na czele misji archimandryta Innocenty (Figurowski) został pierwszym biskupem Pekinu, nadal w jurysdykcji Rosyjskiego Kościoła Prawosławnego.
W 1922, wobec trwania w Rosji wojny domowej i prześladowań Cerkwi, działające w Chinach duchowieństwo prawosławne przeszło w jurysdykcję Rosyjskiego Kościoła Prawosławnego poza granicami Rosji. Powołał on eparchię pekińską oraz eparchię harbińską, przy równoległym funkcjonowaniu misji. Dopiero w 1945 całość prawosławnych organizacji w Chinach znalazła się na nowo w jurysdykcji patriarchy Moskwy. Od 26 października obszar Chin obejmowała Metropolia Chin i Korei, przemianowana w roku następnym na Egzarchat Azji Wschodniej ze stolicą w Harbinie. Od 1950, decyzją patriarchy moskiewskiego i całej Rusi Aleksego I priorytetem działalności duchowieństwa rosyjskiego w Chinach było tłumaczenie tekstów religijnych na język chiński i aktywność wśród miejscowej ludności, bez ograniczania się do rosyjskiej diaspory. 23 czerwca 1950 pierwszy Chińczyk został przyjęty do monasteru. Jesienią tego samego roku arcybiskup pekiński Wiktor (Swiatin) wyświęcił pięciu kapłanów tej narodowości. Działania te były ukierunkowane na całkowite usamodzielnienie się hierarchii kościelnej chińskiego prawosławia.
W 1952 biskup Szanghaju Szymon (Du) podjął, bez konsultacji z patriarchatem moskiewskim, działania na rzecz natychmiastowego powołania autonomicznego Kościoła Chińskiego. Jego plany pokrzyżowała jednak fala wyjazdów Rosjan, stanowiących istotną część prawosławnych wiernych w Chinach, z tego kraju. Latem 1954 według raportu tego samego biskupa w Szanghaju pozostało jedynie 200 Rosjan (danych o innych regionach brakowało), zaś jedynym źródłem utrzymania organizacji kościelnej było wsparcie materialne z Moskwy. Mimo tego władze chińskie wywierały na Rosjan naciski, by opuścili kraj, oddając całą kontrolę nad prawosławiem chińskim w ręce struktur autonomicznych, zarządzanych przez duchownych narodowości chińskiej.
W sierpniu 1955 delegacja patriarchy Moskwy przybyła do Pekinu w celu ustalenia losów mienia pomisyjnego, jakie miało przejść na własność państwa chińskiego. W tym czasie faktyczna działalność parafii zorganizowanych przez misję była już w dużej mierze poza kontrolą Rosyjskiego Kościoła Prawosławnego. 11 października 1955 ogłoszona została decyzja o nieodpłatnym przekazaniu państwu chińskiemu całego majątku misji przy jego zarządzie przez przyszły Chiński Kościół Prawosławny. Patriarchat miał nadzieję, że takie postawienie sprawy wykaże brak antypaństwowych zamiarów prawosławnych i przyczyni się do ich lepszego traktowania w przyszłości. W czasie pobytu delegacji rosyjskiej w Pekinie archimandryta Bazyli (Yao) został wyświęcony na biskupa, stając na czele Chińskiego Kościoła Prawosławnego, podległego Rosyjskiemu na zasadzie autonomii. Jego wybór i reorganizacja struktur prawosławnych w kraju została zaakceptowana przez Radę Państwa 24 kwietnia 1956.

## 1956–1978

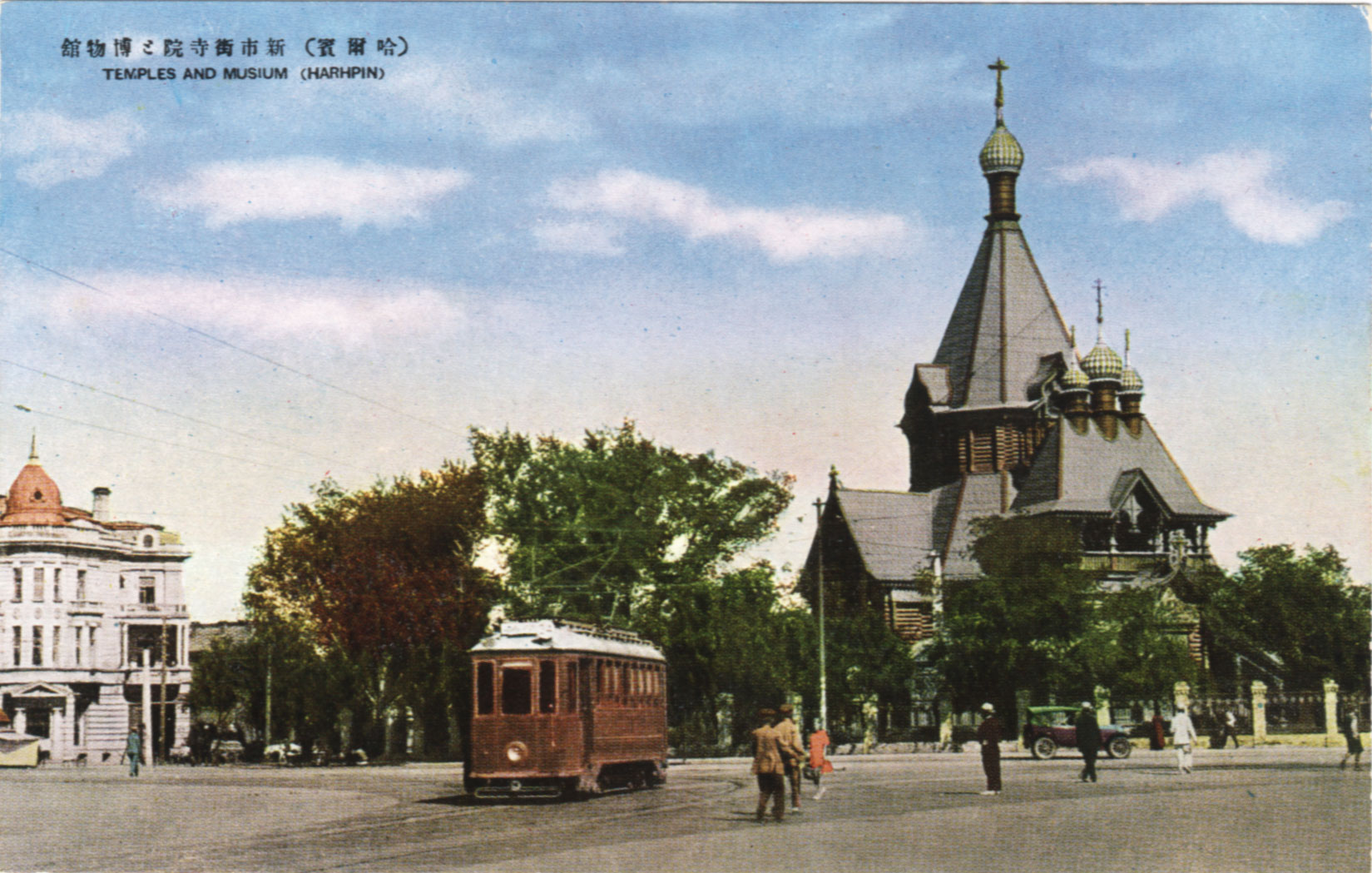
Cerkiew św. Mikołaja w Harbinie, zniszczona w czasie rewolucji kulturalnej

Chiński Kościół Prawosławny posiadał w momencie swojego powstania dwóch biskupów, Chińczyków wyświęconych przez hierarchów rosyjskich: Bazylego (Yao) i Szymona (Du). Był podzielony na eparchie harbińską, szanghajską i pekińską, posiadał sieć kilkudziesięciu parafii rozrzuconych po całym terytorium kraju. W 1956 liczbę wiernych Kościoła szacowano na 20 tys.
W 1962 biskup Bazyli zmarł, zaś rząd chiński nie pozwolił na przeprowadzenie wyborów nowego zwierzchnika Kościoła. Trzy lata później zmarł również biskup Szymon, co sprawiło, że Cerkiew Chińska straciła całą hierarchię duchowną. Od tego momentu Kościół, chociaż nie został formalnie pozbawiony statusu autonomicznego, jako pozbawiony biskupów stracił faktyczną możliwość funkcjonowania jako niezależny. Niemal całkowite zniszczenie Kościoła przyniosła rewolucja kulturalna, w czasie której zniszczono lub zaadaptowano na cele świeckie szereg cerkwi, skonfiskowano mienie parafii, zaś wiernych i duchowieństwo poddano represjom, w wyniku których nieokreślona liczba prawosławnych straciła życie lub musiała opuścić Chiny. Konstytucja ChRL z 1978 nie przewidywała legalnego działania Kościoła prawosławnego; taki stan rzeczy utrzymuje się do dziś.

## Odrodzenie

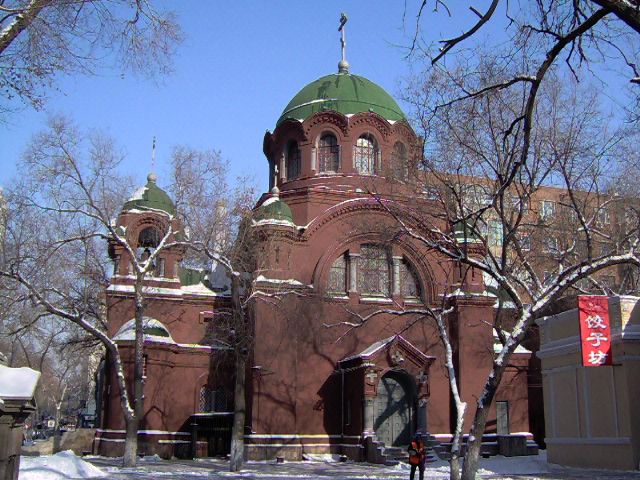
Cerkiew Opieki Matki Boskiej w Harbinie, pierwsza cerkiew otwarta dla kultu prawosławnego po rewolucji kulturalnej

Począwszy od 1984, pojedyncze grupy wyznawców prawosławia otrzymywały zezwolenie władz lokalnych na ponowne przejęcie budynków cerkwi i reorganizację życia parafialnego, czy też – w przypadku braku kapłanów, co miało miejsce w większości przypadków – na organizację spotkań modlitewnych. W 1993 po raz pierwszy od 1956 Chiny odwiedziła delegacja Rosyjskiego Kościoła Prawosławnego pod przewodnictwem metropolity smoleńskiego i kaliningradzkiego Cyryla (Gundiajewa). W związku z częściowym odrodzeniem życia duchowego Chińskiego Kościoła Prawosławnego w 1997 patriarchat moskiewski oficjalnie potwierdził swoją opiekę nad Kościołem w Chinach do momentu wyboru jego nowych hierarchów, w tym zwierzchnika. Mimo tego działalność Kościoła pozostaje utrudniona z powodu wymierania jeszcze żyjących kapłanów (w 2004 było ich pięciu) wyświęconych przez Rosjan i braku możliwości kształcenia nowych na terytorium Chin. W 2004 po raz pierwszy władze chińskie zgodziły się na czasowy pobyt w Chinach rosyjskich księży prawosławnych, którzy okazjonalnie odprawiali nabożeństwa w cerkwiach w Harbinie. Patriarchat moskiewski umożliwia również kształcenie kleryków chińskich w swoich seminariach w Rosji, lecz podjęcie przez nich posługi w Chinach w przyszłości zależy od stanowiska władz świeckich.
W 2006 ilość prawosławnych żyjących w Chinach szacowana była na 13 tys., z czego 400 osób w stolicy kraju. Chiński Kościół Prawosławny nadal jest nielegalny, jednak w XXI w. możliwe było na ograniczoną skalę wydawanie publikacji religijnych w języku chińskim, zaś w 2009 po raz pierwszy od powstania Kościoła wyświęcono wolno stojącą świątynię – cerkiew św. Innocentego Irkuckiego w Labdarinie.
W 2010 ks. Dionizy Pozdniajew, proboszcz parafii Świętych Piotra i Pawła w Hongkongu, w wywiadzie dla portalu Interfax zaapelował do Patriarchatu Moskiewskiego o większe zaangażowanie na rzecz Chińskiego Kościoła Prawosławnego. Podkreślał, że grupy prawosławnych żyją nie tylko w miejscach, gdzie istnieją już otwarte cerkwie. Twierdził również, że praca misyjna w Chinach ma wielkie perspektywy, jednak dla jej pełnego rozwinięcia potrzebne jest kształcenie nowych kadr oraz szersze wsparcie instytucji Cerkwi rosyjskiej.
W 2013 po raz pierwszy w historii oficjalną wizytę w Chinach odbył patriarcha moskiewski i całej Rusi Cyryl. W ramach wizyty hierarcha odprawił nabożeństwa w Pekinie, Szanghaju i Harbinie. Wyraził także nadzieję, że Chiński Kościół Prawosławny zostanie zalegalizowany, a dzięki wyświęceniu nowych kapłanów odzyska hierarchię i będzie mógł funkcjonować normalnie. W 2015 władze chińskie (po raz pierwszy od 1965) wyraziły zgodę na wyświęcenie prawosławnego kapłana-Chińczyka, który będzie niósł posługę duszpasterską na terenie Chin. Porozumienie zawarto podczas wizyty w ChRL przewodniczącego Wydziału Zewnętrznych Stosunków Cerkiewnych Patriarchatu Moskiewskiego, metropolity wołokołamskiego Hilariona.
W 2015 zmarł ostatni kapłan wyświęcony przez hierarchę Chińskiego Kościoła Prawosławnego. W tym samym roku wyświęcono w Petersburgu kapłana-Chińczyka, który będzie niósł posługę w Harbinie.
Liczbę wiernych Chińskiego Kościoła Prawosławnego szacowano w 2015 na 15 000 osób (nie licząc Hongkongu).

## Podział administracyjny
W Chińskim Kościele Prawosławnym nadal obowiązuje podział administracyjny na 3 eparchie, jaki wykształcił się w toku działania rosyjskiej misji. Są to:
- eparchia pekińska
- eparchia szanghajska
- eparchia harbińska[12].